# ピスタチオ
ピスタチオ（英語: pistachio [pɪˈstɑːʃiˌoʊ, pɪˈstæʃiˌoʊ]; 学名: Pistacia vera）は、ウルシ科カイノキ属の落葉亜高木。およびそれから採ったナッツ。主にイランや米国で栽培される。
リンネの『植物の種』(1753年)で記載された植物の一つである。

## 特徴
現在のイランからアフガニスタン地方を含む中央アジア原産とされ、考古学者によれば紀元前6500年ごろから食用に用いられていたとされる。その後、植物愛好家が種子をローマに持ち込み、ヨーロッパに広がった。
雌雄異株であり、受粉の良否が収穫量を大きく左右する。
主に乾燥した土地で育ち、一定の塩害のある場所でも生育する。しかし、十分な日照と排水が必要。
木は高さ10メートルほどに成長する。葉は落葉性の奇数羽状複葉、10-20センチメートルほどになる。長径3cmほどの楕円形の殻果は、成熟すると、裂開果と呼ばれる一辺が裂けた独特の形状となり、熟すと落木する。この形状から、現代中国語では「開心果」（カイシングオ、kāixīnguǒ）と称する。

## 産地
主な生産地はイラン、アメリカ、トルコ、シリアなどであり、現在の生産量はイランが世界一である。中国では新疆ウイグル自治区が主産地。
ヨーロッパではイタリアのシチリア州にあるブロンテのグリーンピスタチオが有名で、原産地呼称制度やスローフードの認定を受けている。グリーンピスタチオはブロンテの重要な財源になっており「食べるエメラルド」や「緑の金」と呼ばれている。
| 国別ピスタチオ生産量 (トン) | 国別ピスタチオ生産量 (トン) | 国別ピスタチオ生産量 (トン) | 国別ピスタチオ生産量 (トン) | 国別ピスタチオ生産量 (トン) |
| 国名                        | 2005年                      | 2006年                      | 2007年                      | 2008年                      |
| --------------------------- | --------------------------- | --------------------------- | --------------------------- | --------------------------- |
| イラン                      | 229,657                     | 250,000                     | 315,500                     | 192,269                     |
| アメリカ                    | 128,367                     | 107,955                     | 188,696                     | 126,100                     |
| トルコ                      | 60,000                      | 110,000                     | 73,416                      | 120,113                     |
| シリア                      | 44,642                      | 73,183                      | 52,066                      | 52,600                      |
| 中国                        | 34,000                      | 36,000                      | 38,000                      | 40,000                      |
| ギリシャ                    | 8,847                       | 8,233                       | 8,148                       | 8,100                       |
| アフガニスタン              | 2,457                       | 2,457 ?                     | 3,600                       | 2,500                       |
| チュニジア                  | 2,000                       | 2,700                       | 2,500                       | 2,500                       |
| イタリア                    | 2,719                       | 1,024                       | 2,782                       | 2,000                       |
| キルギス                    | 300                         | 500                         | 800                         | 800                         |

| 項目                     | 分量（g） |
| ------------------------ | --------- |
| 脂肪                     | 45.39     |
| 飽和脂肪酸               | 5.556     |
| 一価不飽和脂肪酸         | 23.82     |
| 16:1（パルミトレイン酸） | 0.473     |
| 18:1（オレイン酸）       | 23.174    |
| 多価不飽和脂肪酸         | 13.744    |
| 18:2（リノール酸）       | 13.485    |
| 18:3（α-リノレン酸）     | 0.259     |

IUCNレッドリストでは産地がアフガニスタン、イラン、トルクメニスタンのみに限られると見なされた上で近危急種（Near Threatened）と評価されているが、その理由は「果実の採集、家畜により食べられること、伐採により脅かされている」こととされている。

## 利用

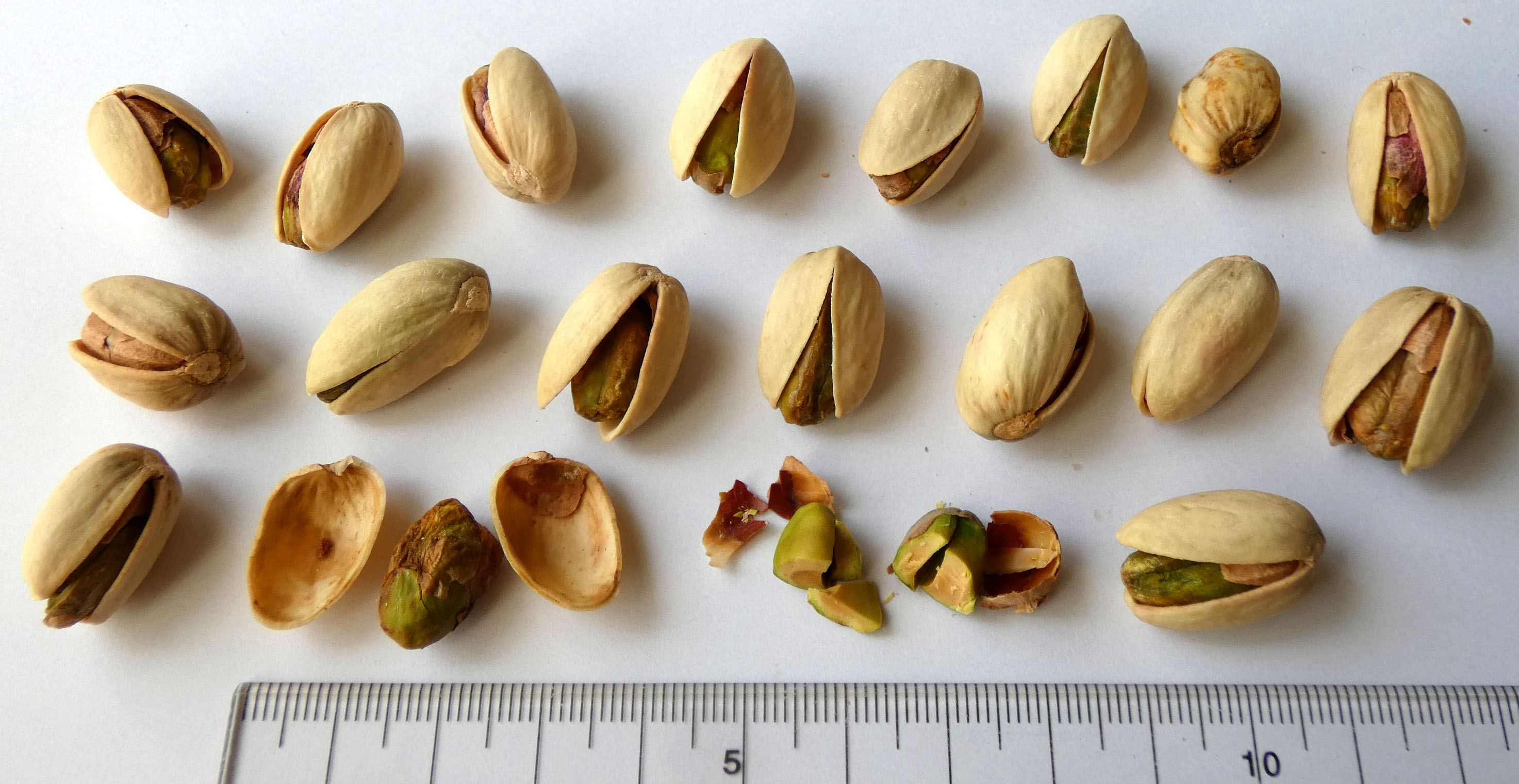
食用に炒ったピスタチオナッツ

熟した種子を殻果ごと焙煎し、塩味をつけたものを食用とする。ピスタチオグリーンと呼ばれる緑色が残り、味は他のナッツ類と異なる独特の風味があり、「ナッツの女王」とも呼ばれる。また殻を割るパチンという音も心地よく、肴や茶請けとして用いられる。
傍ら、産地や製法（加工法）ごとに種子の風味（甘みやコクの差、粒の大きさと噛みごたえの違い）が異なるのもあって人々の評価も広めとなっている。
ナッツとして食べる他に、緑色を活かして、ペーストにして製菓材料に用いたり、ケーキやクッキーの飾りつけに用いたりする。アイスクリームに混ぜ込むことも欧米では一般的。中東ではハルヴァと呼ばれるヌガーに似た菓子にも用いられる。料理では、パスタやスープに用いるものがある。
生薬としては、種子を阿月渾子（あげつこんし）と称し、腎炎、肝炎、胃炎などに有効とされる。血中のLDLコレステロールを低減し、抗酸化物質を増やす作用もある。
一般にナッツの摂取は心血管疾患発症リスクを低下させることが知られている。アーモンド、クルミ、ピスタチオの摂取は総コレステロール、LDL-コレステロールを低下させることが報告されているが、ピスタチオにおいては血圧降下作用も報告されている。

## 安全性
他のウルシ科植物と同様にウルシオールが含まれており、その成分によるアレルギー反応を引き起こす可能性があることから生の果実（種子）の取り扱いには慎重さを要する。
また、ピスタチオは果実そのものが低水分である上に脂肪含有率が高いことから自己発熱および自然発火する傾向があり、バルク・コンテナ内で不適切に保管すると火災発生することが知られている。特に穀粒のものは加工後のものに比べてその割合も高めとなっている。現在、果実やその加工製品の火災事故の防止のため「油の染みた状態」の布類あるいは繊維状の材質の物品を貯蔵時に使用することが禁止されている。